# Estación de Delle
La estación de Delle es una estación ferroviaria de la comuna francesa de Delle, en el Franco Condado.

## Historia y situación

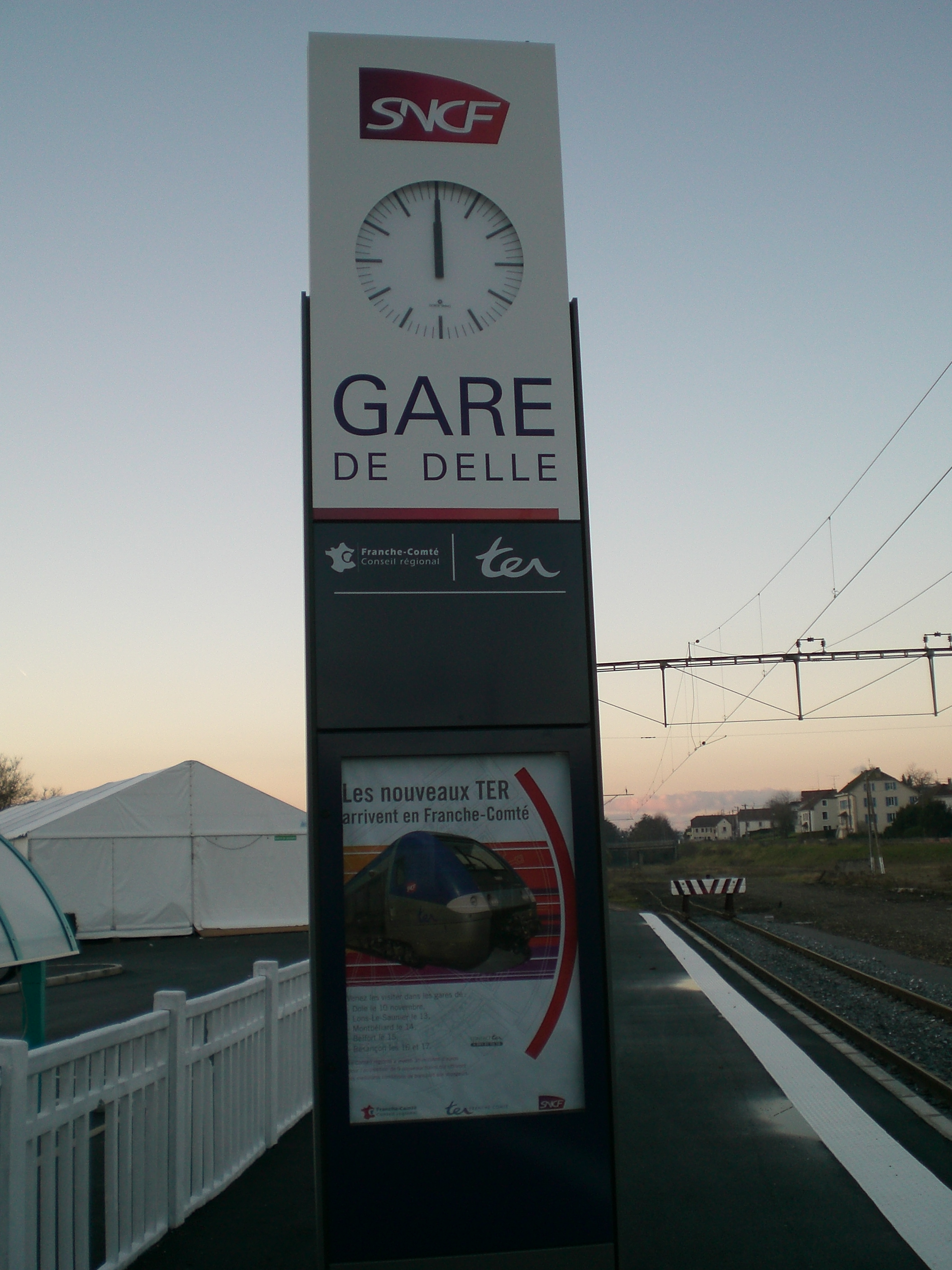
Reloj de la estación

La estación de Delle fue inaugurada en el año 1868 con la apertura del tramo Belfort - Delle por parte de la Compagnie des chemins de fer de París à Lyon et à la Méditerranée (PLM) de la línea Belfort - Delle - Delémont (- Biel/Bienne. En 1872 entra en servicio el tramo Porrentruy - Delle por parte de Chemin de fer Porrentruy-Delle (PD). En 1876 PD sería absorbido por Jura-Bern-Luzern-Bahn (JBL). En 1890 Jura-Bern-Luzern-Bahn (JBL) se fusionó con la Compagnie de la Suisse Occidentale et du Simplon (SOS), y la nueva compañía sería Jura-Simplon-Bahn (JS), que pasaría a ser absorbida por los SBB-CFF-FFS en 1902. PLM pasaría en 1938 a integrarse en la SNCF. En 1992 se suprimieron los trenes de viajeros desde Delle hacia Belfort, quedando el tramo entre Morvillars y Delle únicamente para tráficos de mercancías, y en 1995 se suprimió el servicio ferroviario entre Delle y Boncourt (lado suizo), así como se procedió a la retirada de las vías de la estación. En 2006 se recuperó de nuevo el servicio ferroviario de pasajeros al restablecerse los 1600 metros que distan de la estación de Boncourt de la de Delle, permitiendo que los trenes que finalizaban su recorrido en la localidad suiza terminen en Delle.
Se encuentra ubicada en el sureste del núcleo urbano de Delle. Cuenta con un andén lateral al que accede una vía término. En el pasado contaba con una extensa playa de vías y unos depósitos, hoy día desmantelados.
En términos ferroviarios, la estación se sitúa en la línea Delémont - Delle de SBB-CFF-FFS y en la línea Belfort - Delle de SNCF, hoy día sin servicio. Sus dependencias ferroviarias colaterales son la estación de Boncourt hacia Delémont y la estación de Grandvillars (sin servicio) en dirección Belfort.

## Servicios ferroviarios
Los servicios ferroviarios de esta estación están prestados por SBB-CFF-FFS:

### Regionales
- RE Biel/Bienne - Grenchen Nord - Moutier - Delémont - Porrentruy - Delle. Trenes cada hora en ambos sentidos.